# Amastus palmeri
Amastus palmeri är en fjärilsart som beskrevs av Rothschild 1910. Amastus palmeri ingår i släktet Amastus och familjen björnspinnare. Inga underarter finns listade i Catalogue of Life.